# Aéroport d'Ayers Rock
L’aéroport d'Ayers Rock ou aéroport Connellan (code IATA : AYQ • code OACI : YAYE) est l'aéroport qui dessert le site d'Uluru/Ayers Rock et de Kata Tjuta/monts Olga dans le Territoire du Nord en Australie.
Annuellement, près de 400 000 passagers passent par cet aéroport, notamment via la compagnie aérienne Qantas.

## Situation
| Alice Springs Sydney Melbourne Brisbane Perth Adélaïde Darwin Gold Coast Cairns Hobart Canberra Townsville Launceston Newcastle Mackay Sunshine Coast Port Hedland Ayers Rock-Uluru |

## Statistiques
Pour des raisons techniques, il est temporairement impossible d'afficher le graphique qui aurait dû être présenté ici.

Voir la requête brute et les sources sur Wikidata.

## Compagnies et destinations
| Compagnies       | Destinations                                     |
| ---------------- | ------------------------------------------------ |
| Jetstar Airways  | Brisbane, Melbourne-Tullamarine, Sydney-K. Smith |
| Qantas           | Adélaïde, Darwin                                 |
| QantasLink       | Alice Springs, Cairns                            |
| Virgin Australia | Sydney-K. Smith                                  |

Édité le 16/11/2019